# Cot Mataie (berg)
Cot Mataie är ett berg i Indonesien.   Det ligger i provinsen Aceh, i den västra delen av landet, 1 800 km nordväst om huvudstaden Jakarta. Toppen på Cot Mataie är 330 meter över havet, eller 66 meter över den omgivande terrängen. Bredden vid basen är 1,6 km.
Terrängen runt Cot Mataie är kuperad söderut, men norrut är den platt. Terrängen runt Cot Mataie sluttar norrut.Runt Cot Mataie är det ganska tätbefolkat, med 90 invånare per kvadratkilometer. I omgivningarna runt Cot Mataie växer i huvudsak städsegrön lövskog.